# Die Ahnungslosen
Die Ahnungslosen (Originaltitel: Le fate ignoranti) ist ein italienischer Spielfilm aus dem Jahr 2001 von Regisseur Ferzan Özpetek. Er handelt von einer Frau, die nach dem plötzlichen Tod ihres Mannes erfährt, dass dieser jahrelang ein schwules Doppelleben führte. Alternativtitel ist Fairies – Die Ahnungslosen.

## Handlung
Antonia und Massimo sind ein 15 Jahre lang verheiratetes Ärztepaar, das ein bürgerliches Leben führt. Bei einem Autounfall verunglückt Massimo tödlich. Darauf enthält Antonia die persönlichen Sachen aus dem Büro ihres Mannes. Darunter ein Gemälde. Beim Aufhängen des Gemäldes entdeckt sie eine persönliche handschriftliche Notiz auf der Rückseite. Sie ist an Massimo adressiert und mit „deine ahnungslose Fee“ unterschrieben. Aus dem Text wird deutlich, dass Massimo wohl sieben Jahre lang eine Affäre hatte. Antonia vermutet eine Frau und möchte diese aufsuchen.
Über den Absender der ursprünglichen Zusendung sucht Antonia die Wohnung auf. Sie trifft dort auf eine sehr urbane Wohngegend. In der Wohnung lebt eine Wohngemeinschaft mit schwulen und lesbischen Bewohnern. Antonia kennt nur den Nachnamen des Absenders und fragt nach Signorina Mariani. Die Bewohner versuchen sie aus der Wohnung zu schicken, indem sie meinen Signorina Mariani sei nicht da und käme nur sehr selten. Erst nachdem Antonia sehr hartnäckig weiterfragte, outete sich Michele, der Freund von Massimo gewesen zu sein. Antonia kann dies zu Beginn nicht glauben, da sie bis zuletzt eine Frau vermutete. Auf die Nachricht ohrfeigt sie Michele und verlässt die Wohnung.
Darauf folgend möchte Antonia Michele nochmals treffen. Nach gegenseitigem Zögern nähern sich beide an. Antonia freundet sich mit den Bewohnern, den Freunden ihres verstorbenen Mannes, langsam an. Ihr wird klar, dass ihr Mann nicht nur eine Affäre hatte, sondern einen komplett anderen Lebensstil führte. So erfährt Antonia beispielsweise, dass Massimo gerne kochte. Aber auch Michele erkennt, dass sein Freund, mit dem er sieben Jahre ein Paar war, auch ihm nicht alles sagte. So stellt er fest, dass Massimos Lieblingsdichter, anders als er dachte, gar nicht Nazım Hikmet war, sondern Antonias, und als er damals erstmals auf Massimo in einer Buchhandlung traf, der das gleiche Buch suchte, es nicht für ihn selbst kaufen wollte, sondern für dessen Frau Antonia. Beide verstehen nur langsam, welche verschiedene Lebensstile Massimo führte.
Das Motiv des „Ahnungslosen“ spielt sich auch in anderen Nebenhandlungssträngen wieder. So verschwiegen Michele und dessen Freunde deren Mitbewohner Ernesto, dass dessen Freund bereits vor einem Jahr starb. Die Bewohnerin Mara ist Transgender und überlegt, ob sie zurück zu einer Familienfeier gehen soll. Deren Familie weiß aber nichts von der geschlechtsangleichenden Maßnahme, sodass sie sich vor den Reaktionen dort fürchtet.

## Kritik
Das Lexikon des internationalen Films schreibt: „Gedanklich unscharfer, inszenatorisch unausgegorener Versuch, eine tolerante Wohngemeinschaft als Wiederauferstehung der Großfamilie zu idealisieren und mit der Selbstsuche einer aus traditionellen (Ehe-)Bahnen geworfenen Frau zu verbinden. Da auch Bildgestaltung und Darsteller keine Akzente setzen, hintertreibt der Film seine durchaus guten Absichten.“

## Auszeichnungen
Der Film gewann neun Preise und wurde zehn weitere Male nominiert. 
- Özpetek wurde unter anderem für den Goldenen Bären in der Kategorie des besten Regisseurs nominiert.
- 2001: Globo d’oro: Beste Regie für Özpetek.